# Mariza Koch
Mariza Koch (in greco Μαρίζα Κωχ; Atene, 14 marzo 1944) è una cantante greca.
Ha rappresentato la Grecia all'Eurovision Song Contest 1976.